# 早稲田大学創造理工学部建築学科
早稲田大学創造理工学部建築学科（わせだだいがくそうぞうりこうがくぶけんちくがっか）は、早稲田大学が設置する創造理工学部にある学科。
教員は早稲田大学理工学術院に所属している。2018年からは修士英語プログラムを開始（2008年にJABEEの認証を受けた）。
日本の建築教育を担う大学機関としては、工部大学校（現在の東京大学工学部）造家学科に次ぐ歴史をもち、私学として最古になる。日本建築学会賞受賞者など、多くの建築家や研究者を輩出している。
なお、大学院は、創造理工学研究科に建築学専攻を設置している。
卒業生組織は稲門建築会。卒業生ならびに卒業生が設計した建築を「早稲田建築」と通称している。

## 概要
建築学を建築芸術分野、建築工学分野に分け、前者は建築史、建築計画、都市計画、後者は環境工学、建築構造、建築生産の系から構成されている。
創造理工学部のみならず、全国の工学系学部にある建築学科の中で早稲田のみの受験科目として「空間表現」がある。課題内容は鉛筆の素描で、通常は他科目の翌日に行われ、試験時間は120分間、配点は40点となる。
早稲田建築では2年生から4年生にかけて、設計製図Ⅰ、Ⅱ、Ⅲと設計実習Ⅰ、Ⅱ、Ⅲと課されているが、2年生からの設計実習Ⅰ（エスキース）という演習科目は週に一つあるいは二週間ほどの短期なインターバルで小課題が課される。目的は個人の感性、感覚や個性から発想力、設計の問題解決能力などを身につけさせるものである。その課題のひとつ「色光の体験」は、275mm角の箱の1面を開けて小さな箱に光を導き入れる工夫をさせる、そこに自分が思う光を入れて色の光を楽しむというものがある。そのほかにも「形態の発見」「空間の発見」は、紙をくしゃっと丸めて、その中に入りこみ感じたものをスケッチで表現する、いう課題もあるが、こうした課題を年に20回以上課される。ものの見方を自由にして自身の潜在能力を引き出すことが中心となっている。課題は紙と鉛筆だけでなく粘土、石膏、スタイロフォームから種々のテクスチュアの紙・ボード、布、タイルなどを含む陶磁器などなど、あらゆる素材・材料を使ってよく、ここで学生らは少なくとも既成概念にとらわれないゼロから建築を作り上げるというその態度だけは学ぶこととなる。IIではもう少し建築的となり、例えば種々の吹き抜けの取り方を模型でスタディしてみたり、有名建築の模型をそれぞれ造るなどを行う。Ⅲ になるとさらに内容が広がり、街へ出ていろいろなものを見たら少し大きなスケールで建築を見直してみたり、などを行う。
こうした特色ある教育プログラムは教授の渡辺保忠が中心となってモホリ＝ナジ・ラースローらによって考案された初期バウハウスの低学年向けのカリキュラムを研究、そのデザイン教育モデルを雛形にしてモホリ＝ナジによる造形教育の理念とそのカリキュラムをかなり忠実に二年生の建築造形教育に持ち込もうと考案されたものとして知られる。渡辺によって基本構成されたがその後安東勝男、穂積信夫、池原義郎ら諸氏がそれぞれさらに展開させたとされ、早稲田大学の建築設計教育をよく特徴づけているものとされている。そして設計製図と設計実習が呼応しつつ、建築設計教育が進んでいくのを狙いとしている。
中谷礼仁教授が建築学科の一年生に対する名物課題「役に立たない機械」は、秋学期に履修する「設計演習A」の課題の1つ。デイリーポータルZなどのメディアにもよく紹介され、タモリ倶楽部では毎年実際の課題を履修した本人や中谷らが番組出演し、課題を披露している。このほかにも設計演習Aでは毎回妙な課題が出され、展覧会も開かれている。

## 村野藤吾賞
稲門建築会が建築家・村野藤吾を記念し、 建築界に感銘を与えた建築作品を設計した建築家を毎年ひとり選んで与えている。

## 歴史
佐野利器の推挙で佐藤功一を招聘し、1909年4月の高等予科の開講ののち、1910年9月に建築学科の本科が開設された。創設以来、建築デザイン教育を重視する姿勢を貫いている。

### 沿革
- 1909年 - 建築学科予科開設
- 1910年 - 建築学科本科の授業を開始
- 1911年 - 早稲田工手学校開校
- 1928年 - 早稲田高等工学校開校
- 1939年 - 早稲田大学専門部工科開校
- 1949年 - 新制早稲田大学開校 第一理工学部建築学科・第二理工学部建築学科を設置
- 1951年 - 新制大学院研究科（修士課程）を設置
- 1953年 - 新制大学院研究科（博士課程）を設置
- 1957年 - 耐震構造研究館（現・内藤記念館）竣工
- 1966年 - 大学院理工学研究科建築学専攻に都市計画専修を設置[14]
- 1967年 - 大久保キャンパスに移転（現：西早稲田キャンパス）
- 1968年 - 理工学部建築学科へ改称（第二理工学部廃止）
- 2000年 - 学部・大学院6年一貫カリキュラムを導入
- 2007年 - 理工学部の再編にともない、創造理工学部建築学科、創造理工学研究科建築学専攻に改称
- 2008年 - 学部・大学院（芸術系）JABEE認定
- 2018年 - 修士課程英語プログラムを開設

## 教員
※2022年現在
- 建築史
  - 中谷礼仁教授
  - 小岩正樹准教授

- 建築計画
  - 古谷誠章教授（日本建築学会会長）
  - 宮本佳明教授
  - 藤井由理教授
  - 小林恵吾准教授
  - 渡邊大志准教授
  - 吉村靖孝教授

- 都市計画
  - 後藤春彦教授
  - 有賀隆教授
  - 矢口哲也教授

- 環境工学
  - 田辺新一教授
  - 高口洋人教授
  - 伯耆原智世専任講師

- 建築構造
  - 前田寿朗教授
  - 早部安弘教授
  - 吉中進教授

- 建築生産
  - 輿石直幸教授
  - 山田宮土理准教授
  - 石田航星准教授

- 講師（任期付き）
  - 王薪鵬、吉江俊、 鵜飼真成、上野貴広

- 助教（任期付き）
  - 益子智之、小松萌

- 助手（任期付き）
  - 宮嶋春風、万長城、深和佑太、池田理哲、髙田圭祐、泉川時、吉川伊織、嵐陽向

歴代
（OB）
- 今井兼次 - 母校の教授を長く務め、建築作品とともに教育者として研究室から優れた建築家、研究者を多数輩出した
- 池原義郎 - 山下寿郎設計事務所から今井兼次研究室助手をへて。日本芸術院会員、早稲田大学名誉教授、勲三等瑞宝章受章
- 安東勝男 - 建築家の傍ら、長く早稲田大学理工学部建築学科で教授として教育に当たる。日本建築学会副会長も務めた。代表作に早稲田大学51号館、早稲田大学大久保キャンパス、早稲田大学理工学部新館、など
- 武基雄 - 名誉教授。多くの優れた建築作品を残す。新建築家技術者集団代表幹事もつとめた
- 吉阪隆正 - 建築家および登山家、日本建築学会会長、早稲田大学理工学部長なども歴任。フランス学術文化勲章、正五位受位者、勲三等瑞宝章受章者
  - U研究室 - 吉阪が主宰した建築設計事務所。滝沢健児、岡村昇、山口堅三、城内哲彦、松崎義徳、鈴木恂、沖田裕生、戸沼幸市ら早稲田卒業生も多く所属した
- 鈴木恂 - 名誉教授。恵比寿 STUDIO EBIS、GAギャラリー、早稲田大学理工学総合研究センター・研究棟(55号館)など代表作多数
- 戸沼幸市 - 都市計画家。建築家。工学博士。早稲田大学教授、早稲田大学専門学校及び早稲田大学芸術学校の校長も歴任
- 穂積信夫 - 名誉教授。日本建築家協会会長を務めた。日本建築学会名誉会員
- 松井源吾 - 名誉教授。構造家。早稲田大学建築学科で長く教鞭をとりながら、著名な建築家と数多くの建築を生み出してきた構造設計の第一人者
- 佐藤武夫 - 建築家および建築音響工学の先駆者。日本建築学会元会長、同名誉会員、日本建築家協会終身正会員、英国王立建築家協会名誉会員。日本芸術院賞受賞者。創立した設計事務所は現・佐藤総合計画に。
- 明石信道 - 名誉教授。1973年の『旧帝国ホテルの実証的研究』では日本建築学会賞を受賞。
- 入江正之 - 名誉教授。スペイン、カタルーニャ地方の建築史を研究。アントニ・ガウディに関する著作も多い
- 谷資信 - 名誉教授。建築構造学者、構造家。
- 佐藤滋 - 名誉教授。まちづくり、都市設計・計画に取り組む。理工学術院教授、都市・地域研究所所長を歴任
- 長谷見雄二 - 木造防火都市の研究者。米国商務省国立標準局（現・アメリカ国立標準技術研究所）客員研究員、旧建設省建築研究所主任研究員、建設省建築研究所防火研究室長を経て教授
- 尾島俊雄 - 名誉教授。日本を代表する建築設備家・建築設備学者、教育者、環境学者、都市環境工学者、都市科学者。大阪万博地域冷房など、手掛けた設備システムは全国多数。
- 石山修武 - 名誉教授、日本建築学会賞、ヴェネツィア・ビエンナーレ金獅子賞、吉田五十八賞など多数受賞
- 田辺泰 - 建築史・美術史学者で大学の建築史担当教授を伊東忠太、佐藤功ーより引き継ぐ
- 渡辺保忠 -「保忠史学」とも呼ばれる建築生産関係の分析による独創的な視点で日本建築史をまとめた。その一方、1970年代からのエジプト発掘調査においても多くの建築考古的発見をおさめた
- 中川武 - 名誉教授。第六代 明治村館長。建築史学会会長。比較建築史、文化財建造物の保存修復技術などの研究を行う
- 新谷眞人 - 名誉教授。構造設計者。早稲田大学名誉教授。 伊東豊雄・隈研吾・原広司など、著名な建築家の構造設計を数多く担当
- 李祖原 - 建築家、画家。2003年から2006年まで友人の石山修武の要請で早稲田大学建築学科教授を務める
- 神山幸弘 - 名誉教授。木造住宅の構造研究など[15]
- 田中彌壽雄 - 名誉教授。建築構造を担当[16]
- 石福昭 - 設備エンジニア。宇都宮大学教授、早稲田大学教授歴任。日建設計に勤務し技師長を務めた。建築設備綜合協会名誉会長。

（外部から）
- 伊東忠太 - 日本を代表する建築史家。
- 内藤多仲 - 日本を代表する構造家・建築構造技術者・建築構造学者。東京タワーなど日本全国のタワーの構造設計を手掛けるとともに、後進の育成もつとめた
- 後藤慶二 - 講師として内藤の海外視察に伴い構造学を1年間担当[17]
- 今和次郎 - 「考現学」を提唱した建築学者、民俗学研究者。考現学の第一人者。日本建築士会会長他、団体の要職も多く務める
- 吉田享二 - 建築材料協会会長など歴任。旧姓は宮脇。終始、早稲田大学および付属高校での教職と運営に当たる
- 渡邊洋治 - 代表作は第三スカイビル（通称：軍艦マンション）など。海軍から久米建築事務所をへて吉阪研究室助手。ヴェニス博覧会日本館の設計等に従事。マジックインクを使ったドローイングが知られる
- 小松幸夫 - 名誉教授。建物の寿命推計、建物のライフサイクルマネジメントなど。日本建築学会賞（論文）JFMA賞（功績）など[18][19]
- 井上宇市 - 名誉教授。建築設備学、現代建築設備設計の先駆者

## 理工展
11月に開催される理工展に合わせ、建築学科3年生有志によって企画される展示会。

## 著名な卒業生/出身者
- 村野藤吾（日本建築家協会会長、イギリス王立建築学会名誉会員、アメリカ建築家協会名誉会員）
- 菊竹清訓（在学中から既に活躍。代表作多数）
- 松ノ井覚治（建築家。アメリカに渡ってニューヨーク市のトロウブリッジ・アンド・リビングストン (Trowbridge & Livingston) などで活躍）
- 植草甚一（通称“J・J氏”。欧米文学、ジャズ、映画の評論で活躍するが、学校は学費未納により除籍処分）
- 横山公男（事務所設立初期から日蓮正宗の総本山である大石寺の伽藍の設計を手がけ、大客殿の設計では日本建築学会賞を受賞）
- 相田武文（建築家、元芝浦工業大学教授）
- 太田隆信（建築家、大阪芸術大学教授）
- 川添登（建築評論家。元『新建築』編集長）
- 蔵田周忠（選科生。建築家、元工学院大学教授）
- 高砂正弘（建築家、和歌山大学名誉教授（建築環境デザイン）
- 多羅尾直子（建築家）
- 原田敬美（建築家、政治家（元東京都港区長）、ブルガリア・国際建築アカデミー客員教授）
- 長谷川堯（建築史家、武蔵野美術大学名誉教授）
- 早川邦彦（竹中工務店出身。空間構成が明快な建築を設計するのが特徴）
- 木島安史（多くの建築作品を残した人物。また、千葉大学大学院教授として人材育成にもあたった）
- 象設計集団（樋口裕康、重村力神戸大学名誉教授ら）
- 丸山欣也（アトリエモビル主宰。 内閣府承認非営利活動法人有形デザイン機構理事長。象設計集団との協働設計が多い）
- 杉山勝彦（作詞家、作曲家、編曲家、ミュージシャン、音楽プロデューサー、元フォークデュオ「TANEBI (USAGI)」のギタリスト）
- 岡部憲明（レンゾ・ピアノとともにフランスやイタリアで活躍の他、小田急ロマンスカー「VSE」・「MSE」・「GSE」・箱根登山鉄道「アレグラ号」なども）
- 阪田誠造（坂倉準三建築研究所、坂倉準三死去に伴い、西沢文隆らと共に坂倉建築研究所を設立し、取締役東京事務所長として活躍）
- 吉田六左ェ門（政治家、自由民主党所属の元衆議院議員を3期）
- 阿部記之（アニメーション演出家、アニメーション監督、音響監督）
- 栗生明（建築家。千葉大学名誉教授。東京大学で助手も）
- 鈴木了二（鈴木了二建築計画事務所主宰。早稲田大学芸術学校校長）
- 宮本忠長（宮本忠長建築設計事務所を主宰、日事連建築賞 国土交通大臣賞を受賞など。長野県建築士会会長、日本建築士会連合会会長など歴任）
- 安田臣（島根県庁庁舎本庁舎及びその周辺整備計画にて日本建築学会賞を受賞した。山陰地方に多く作品が見られる）
- 平倉章二（日本建築家協会と日本建築学会では理事も務め、学会では委員会委員もいくつか歴任）
- 岡田壯平（映画字幕翻訳家。30歳を過ぎて転職）
- 菅順二（竹中工務店東京本店設計部長等を歴任。村野藤吾賞、日本建築学会賞作品、日本建築学会賞業績、AACA賞など多数受賞）
- 尾沢俊一（建築家。鹿島建設をへて独立）
- 板屋リョク（建築家、武蔵野美術大学造形学部映像学科教授）
- 山崎泰孝（建築家。山崎泰孝+AZ環境計画研究所を主宰し代表を務めた）
- 吉田研介（建築家。吉田研介建築設計室　ASJ登録建築家。東海大学教授を歴任）
- 竹山実（建築家。代表作に二番館や武蔵野美術大学10号館、東京港の晴海客船ターミナルなど）
- 村田政真（建築家。代表作に東京国際貿易センター展示館、駒沢公園スタヂアムなど）
- 長部稔（建築家。日本建築家協会登録建築家・社団法人日本建築家協会 会員、社団法人 日本建築学会 正会員）
- 坪井善昭（建築構造学者。構造家。東京芸術大学名誉教授。京都造形芸術大学通信教育部建築デザインコース客員教授）
- 足立育朗（著作家、建築家、波動の研究家。形態波動エネルギー研究所の所長）
- 佐藤邦器（アマチュア囲碁指導者。日本棋院池袋支部長、池袋囲碁会館代表）
- 岡田哲史（岡田哲史建築設計事務所、千葉大学大学院准教授）
- 室伏次郎（建築家。神奈川大学名誉教授。坂倉準三建築研究所で神奈川県立鎌倉近代美術館新館など担当）
- 飯島洋一（建築評論家、多摩美術大学教授）
- 亀井忠夫（建築家、株式会社日建設計会長、前社長）
- 岸大武郎（漫画家。代表作に「恐竜大紀行」「てんぎゃん－南方熊楠伝－」「亜人戦記ゲンヤ」「怪事件探偵社ラプラス」など）
- 小堀鐸二（建築構造学者。構造家。京都大学名誉教授。（株）鹿島建設最高技術顧問）
- 山口寿男（外交官。元ノルウェー特命全権大使。元イラク特命全権大使）
- 原正人（中退。映画プロデューサーで今井正、山本薩夫監督などの下で制作、宣伝として第一期独立プロ運動に参加。日本ヘラルド映画で洋画ヒット作を連発）
- 安部恭弘（歌手、作曲家、音楽プロデューサー）
- 古市徹雄（丹下健三のもとで活躍。千葉工業大学教授も務めた。村野藤吾賞受賞者）
- 宮崎浩（株式会社プランツアソシエイツ代表取締役。長野県立美術館で日本建築大賞と日本建築学会賞を同時受賞）
- 内井昭蔵（建築家の傍ら京都大学や滋賀県立大学で後身の指導。日本建築家協会理事、同協会副会長歴任）
- 斎藤由多加（ゲームクリエイター、ライター。自称・文明生物考古学者。海外のも含め、賞受賞多数）
- 菅原やすのり（歌手。「歌の親善大使」として世界80カ国以上で平和コンサートを開く）
- 本多友常（建築家。本多環境・建築設計事務所顧問。 和歌山大学名誉教授。摂南大学理工学部住環境デザイン学科教授）
- 東秀紀（建築家。2001年日本建築学会文化賞を受賞。日本文藝家協会正会員）
- 藪木健太郎（テレビプロデューサー、演出家。フジテレビジョンでバラエティ番組やドラマなどのスタッフを務める）
- 地主道夫（建築家、元ミュージシャン（オフコースに参加）。早大へは東北大から編入学し卒業。竹中工務店入社。2004年から同社営業本部専門役）
- 天野太郎（フランク・ロイド・ライトに学び、工学院大学助教授、東京芸術大学教授も歴任）
- 秀島乾（都市計画コンサルタントとして活躍した人物。計画士を自称。早稲田大学でも教鞭。住宅公団常盤平住宅団地（松戸市）の計画で日本都市計画学会賞）
- 森川嘉一郎（建築学者、現代日本文化研究者。明治大学国際日本学部准教授。専門は意匠論）
- 大竹十一（梓建築事務所（現・梓設計）を共同設立者。吉坂隆正教授の片腕としても活躍）
- 星野修一（構造家。星野建築構造設計研究所代表。早稲田大学芸術学校建築科・建築設計科教員や株式会社村井敬合同設計 Murai+Partners技術顧問など）
- 邑上守正（都市計画コンサルタント、政治家。東京都武蔵野市長を3期）
- 倉方俊輔（建築史家。大阪市立大学大学院准教授。日本文化藝術財団専門委員・助成顕彰事業（創造する伝統賞）選考委員等を歴任)
- 松澤宥（20世紀の日本の現代アートを引っ張ったアーティストの一人でコンセプチュアル・アーティスト（概念芸術家）。
- 波多江健郎（工学院大学名誉教授。社団法人大都市圏研究開発協会「リバーブル21東京」研究委員会委員長）
- 平瀬有人（建築家。佐賀大学准教授）
- 阿部勤（建築家。賀川豊彦記念松澤資料館やスタンレー電気技術研究所本棟で日本建築家協会25年賞を7回受賞）
- 竹中錬一（竹中工務店社長、会長、15代当主。関西経済同友会代表幹事等を歴任）
- 川上恵一（縄手通り商店街で国土交通省手づくり郷土賞など受賞歴多数）
- 梵寿綱（本名:田中 俊郎。建築家、芸術家、思想家。74年に梵寿綱を名乗り、梵寿綱とその仲間たちを結成、アート・コンプレックス運動を開始。代表作品に、「阿維智」「和世陀」「無量寿舞」「舞都和亜」など）
- 白井裕子（研究者、建築家。博士（工学）。日本学術振興会特別研究員。稲門建築会賞や早苗賞受賞。株式会社野村総合研究所に研究員として勤務。早稲田大学理工学術院客員准教授などをつとめる）
- 鈴木基紀（建築家）
- 大久保洋吉（日本中央競馬会(JRA)・美浦トレーニングセンターに所属していた元調教師。前田建設工業などで建築も）
- 林謙一（随筆家。東京日日新聞記者を経て、内閣情報部事務嘱託として『写真週報』の創刊等に携わる。のち情報局情報官、海軍司政官。戦後は日本交通公社全日本観光連盟業務部長など）
- 伊藤哲夫 (建築学者)（建築学者、国士舘大学名誉教授）
- 田中俊六（東海大学学長・大学院運営委員長・学校法人東海大学を務める。公益財団法人戸田育英財団評議委員）
- 林己知夫（建築家）
- 芦澤竜一（建築家）
- 安井順一（元東京都技監で、東京オリンピック・パラリンピック競技大会組織委員会参与）
- 大内政男（建築家。三菱地所設計代表取締役社長）
- 丸田一（評論家。専門は、情報社会学、地域情報化研究。国際大学グローバル・コミュニケーション・センター（GLOCOM）教授など）
- 古塚正治（阪神間モダニズムを代表する建築家の一人）
- 内藤廣（東京大学副学長、東京大学名誉教授）
- 佐々木葉（早稲田大学創造理工学部社会環境工学科教授、日本学術会議会員）
- 平松剛（建築関連のノンフィクション作家で元構造家。日本の建築史を彩る建築家の思想と人となりを、ドラマチックかつコミカルに表現する作風が特徴的）
- 佐藤巧 (工学者)（建築学者。東北大学名誉教授）
- 伊藤正文 (建築家)（辰野片岡建築事務所を経て大阪市技師着任。退職後、大阪市立大学家政学部教授を務める）
- 西和夫（建築史家。工学博士。神奈川大学名誉教授。元日本建築史学会会長）
- 原田鎮郎（同済大学客員教授。国際建築アカデミー(IAA)プロフェッサー。菊竹清訓のもとで沖縄海洋博政府館アクアポリス等の設計を担当）
- 諸角敬（建築家）
- 岩村和夫（建築家、東京都の世田谷区深沢の環境共生住宅などで知られる）
- 川原田康子（Kwhgアーキテクツ、「武蔵野プレイス」で日本建築学会賞を受賞）
- 佐藤オオキ（デザイナー、nendo代表、Newsweek誌「世界が尊敬する日本人100人」選出）
- 坂口恭平（アーティスト、作家、ゼロ円ハウス主催）
- 伊勢崎賢治（平和学者、東京外国語大学教授、元国際連合事務総長副特別代表上級顧問兼武装解除・動員解除・社会復帰部長）
- 渡海紀三朗（政治家。日建設計を経て外務大臣安倍晋太郎の秘書となり衆議院議員へ。第9代文部科学大臣）
- 一木広治（実業家、株式会社ヘッドライン 代表取締役代表）
- 川元明春（建築家。吉祥寺サンロード商店街アーケードで、グッドデザイン賞）
- 稲垣淳哉（Eureka (建築設計事務所)共同主宰。早稲田大学芸術学校准教授）
- 斉藤祐子 (建築家)（建築家。早稲田大学楼門建築会特別功労賞を受賞）
- 宮田多津夫（建築家。NEXT／m（ネクスト・エム、MHS総合研究所）代表取締役）
- 望月真一（都市・環境デザイナー、都市コンサルタント）
- 田中辰明（建築学者、お茶の水女子大学名誉教授）
- 川瀬俊二（建築家。大林組などで活躍）
- 本村佳久（建築家。広島女学院大学人間生活学部教授）
- 今永和利（建築家。今永環境計画 代表）
- 近藤正一（建築家。アール・アイ・エー名誉会長。画家の金山康喜の影響で絵画も描くようになり、新制作派の協会に参加し猪熊弦一郎とも親交を深める）
- 柴田陽三（建築家。観光企画設計社の創業者）
- 山本拙郎（建築家。遠藤新との「拙新論争」や日本最初の住宅建築家と紹介されることも）
- 饗庭伸（工学者・都市計画家。博士（工学） 東京都立大学教授）
- 永井規男（建築史家。関西大学名誉教授。工学博士。専門は、日本建築史。特に、建築工匠史、寺院建築、民家建築に造詣が深い）
- 倉澤治雄（中退。科学ジャーナリスト。元日本テレビ報道局解説主幹）
- 松野勉（建築家。 奄美設計集団 - アトリエ・天工人主宰）
- 蔀健夫（都市計画家で、神奈川県職員）
- 馬場正尊（建築家、建築評論家。東北芸術工科大学教授。雑誌『A』編集長、オープン・エー代表取締役）
- 黒岩健一郎（経営学者。青山学院大学大学院国際マネジメント研究科教授）
- 三井道男（昭和期に活動した建築家。「田園調布の家」や滋賀武徳殿などの作品がある）
- 進藤繁（建築家、A&T建築研究所代表取締役。愛知芸術文化センターで公共建築賞優秀賞、中部建築賞を受賞）
- 菅原道雄（建築家。石本建築事務所元会長。米国建築家協会AIA所属。カルフォルニア大学日本支部理事。社団法人日本外国特派員協会会員。財団法人国際文化会館会員）
- 山中知彦（都市計画家・建築家・都市研究者。新潟県立大学国際経済学部教授）
- 小沢明（建築家、東北芸術工科大学第三代学長で、同大学名誉教授）
- 天野裕正（鹿島建設代表取締役社長）
- 藤本寿徳（建築家、広島県福山市に事務所を構える。日本建築学会作品選集や日本建築家協会優秀建築選、中国建築文化賞など受賞多数）
- 泉耿介（都市計画家。日本都市計画家協会理事。社団法人日本都市計画学会評議員、社団法人都市計画コンサルタント協会企画委員）
- 田中滋夫（都市計画家。地域プランナー。株式会社都市デザイン代表）
- 国吉直行（都市計画家。横浜市計画局都市デザイン室長を経て、横浜市都市整備局部長上席調査役・エグザクティブアーバンデザイナーを歴任）
- 米山勇（建築史家。博士（工学）。専門は日本近現代建築史、江戸東京の建築・都市史。東京都江戸東京博物館研究員。日本建築学会教育賞（教育貢献）を受賞）
- 湯本長伯（前日本大学工学部教授。専門は、社会構造設計、産学連携学、情報体系学・設計データベース研究）
- 江川直樹（建築家で現代計画研究所代表取締役を経て同事務所顧問および関西大学名誉教授。文部科学大臣表彰「科学技術賞（理解増進部門）」受賞）
- 奥保多聞（大阪芸術大学名誉教授。温暖化防止推進協会副理事長。日中地域間連携ネットワーク大阪代表）
- タロウ・ソリージャ（建築家、ドキュメントビデオ作家。日系メキシコ人）
- 清田文永（建築家。逓信省営繕課、大日本航空株式会社勤務の後 梓設計を創設。建設大臣表彰、黄綬褒章受章者）
- 田村幸雄 (工学者)（構造学者で建築学科 内藤賞のほか、米国土木学会ASCE Jack E. Cermakメダル、日本風工学会賞論文賞、日本建築学会賞論文など受賞）
- 中村誠宏（建築家。建築設計事務所A-ASTERISK（阿司拓設計）主宰）
- 森山高至（建築施工技術者で株式会社CRAの取締役）
- 河野良坪（建築環境工学者。大阪工業大学工学部建築学科准教授。工学博士。専門は、建築環境工学（IoT活用含む）、流体力学・流体解析(CFD)、ビルディングシミュレーション・BIMなど）
- 望月重（建築工学者。旧武蔵工業大学教授）
- 図師嘉彦（建築家。日本建築学会・日本演劇学会共同委員会「劇場小委員会」に属し、劇場建築への造詣が深かった人物）
- 青山邦彦（絵本作家。ボローニャ国際絵本原画展、ノンフィクション部門入選。第20回ブラティスラヴァ世界絵本原画展入選）
- 多田善昭（建築家。社団法人日本建築学会四国支部長を歴任。香川県近代和風建築総合調査委員会委員など、四国の地で活動。和風建築に造詣が深い）
- 佐藤昌樹（一般社団法人建築トラブル相談センター代表理事）
- 山本想太郎（HEAD研究会 代表理事（副理事長）。日本建築まちづくり適正支援機構設計コンペ・プロポーザル相談室室長）
- 田中智之（建築家。熊本大学大学院先端科学研究部教授。TASS建築研究所主宰）
- 紺野登（経営学者、多摩大学大学院教授。博士（経営情報学））
- 宮谷重雄（日本を代表する建築積算技術者）
- 岸田比呂志（都市計画家で、元横浜市職員。技術士（建設部門））
- 阿部俊彦（建築家。村野賞受賞者。日本建築学会会長賞、日本建築学会作品選集入選、これからの建築士賞、グッドデザイン賞などを受賞）
- 望月敬生（建築家、日本伝統建築設計の泰斗）
- 黄孟志（中退。編集者。大学在学中から集英社『MEN'S NON-NO』などファッション誌を中心にフリーランスで編集・執筆活動を開始）
- 鴻池藤一（鴻池組社長、会長を務めた）
- 高橋志保彦（建築家。アーバンデザイナー。神奈川大学名誉教授。中国武漢理工大学客員教授）
- 長島孝一（建築家・都市計画家・アーバンデザイナー。エーユーアール建築・都市・研究コンサルタントを主宰）
- 竹田米吉（建築家、著作家。横河工務所に勤務し、横河民輔の学費援助により通う。著書『職人』で日本エッセイスト・クラブ賞を受賞）
- 村松映一（建築家。竹中工務店代表取締役副社長、日本建築学会 副会長歴任[20]
- 上野伊三郎（建築家。ブルーノ・タウトとの関係で知られる。進学する前は宮大工の修業をしていた）
- 藤井博巳（建築家。芝浦工業大学名誉教授）
- 宮之原謙（中退。陶芸家。日展理事・参与、光風会理事、東京教育大学窯業科講師などを歴任。）
- 和田新一（建築家。下落合の自身の家と姉高良とみの家、『朝日住宅図案集』に掲載された新たな和田邸を設計）
- 亀井勝次郎（建築家。函館大火で焼失したレストラン五島軒の再建設計に関わり、その後も地元で建築設計事務所を経営した）
- KYOHEI（Honey L Days）
- 中村英隆（クリエイティブ・ディレクター、電通入社後コピーライター、CMプランナーを経て）
- 月形那比古（陶芸家。鬼志野創始者、鬼志野宗家。戦前に建築科夜学に入学していたが終戦後に日本大学芸術学部に復学編入）
- 鶴本正三（中退。グラフィックデザイナー、アート・ディレクター、アート・プロデューサー。また、SFビジュアル雑誌「スターログ」の発行人）
- 清水泰博（建築士、デザイナー。「御母衣ダムサイドパーク・御母衣電力館」などを設計）
- 飯塚豊（建築士、i+i設計事務所代表、法政大学「構法スタジオ」兼任講師、工務店設計塾（新建ハウジング主催）塾長。デザインと住宅性能のバランスがとれた木造住宅設計で知られる）
- 藤田晋（安藤建設社長、会長を務めた）
- 増田忠史（建築家。MASS&HACHI共同代表、愛知産業大学准教授）
- 蜂谷伸治（建築家。MASS&HACHI共同代表）
- 網本勝弥（フジタ社長を務めた）
- 安東直（建築家。久米設計で常務執行役員など）
- 神谷修平（建築家。カミヤアーキテクツを主宰）
- 櫻内朋雄（中退。桜内乾雄の養子、政治活動家）
- 山口昌伴（エッセイスト。GK道具学研究所所長など）
- 小林和行（元オフコース、K3建築設計事務所主宰）